# N12 (Demokratische Republik Kongo)
Die N12 ist eine Fernstraße in der Demokratischen Republik, die in Boma beginnt und in Mbanza-Ngungu endet. In Boma beginnt sie als Anschluss an die N1 und verläuft 364 Kilometer südwärts. Nach dem Ort Luozi endet die Nummerierung der Fernstraße und führt ca. 50 Kilometer westlich. Danach wird die Nummerierung ab Gombe Matadi fortgesetzt und endet in Mbanza-Ngungu. Insgesamt ist sie 447 Kilometer lang.